# 神戸市立垂水図書館
神戸市立垂水図書館（こうべしりつたるみとしょかん、Kobe Tarumi Municipal Library）は、神戸市が垂水区に設置している神戸市立図書館の地域拠点館である。
2016年（平成28年）度実績では蔵書数が97,485冊で市内11館中第7位ながらも区の中心駅に近い立地で交通が至便なこともあり、来館者数は512,786人で第4位、貸し出し冊数は743,170冊で11館中4位と市全体の平均を上回っている。
貸し出し条件等は神戸市立図書館#貸し出しを参照のこと。

## 概要
前史として1945年（昭和20年）11月15日に開設された神戸市立図書館垂水出張所が認められるが、同出張所は火災のため開設から2年足らずとなる1947年（昭和22年）2月5日に廃止された。
その後、1970年代から進められて来た神戸市内の各行政区に地域拠点館を設置する方針に基づいて1991年（平成3年）11月25日に区役所などの公共施設と合わせ神戸市立垂水図書館として垂水駅前の「レバンテ垂水」2番館で開館した。開館当初から交通の便の良さで幅広い年齢層に利用されており、隣接する明石市からの利用も見られる。
2012年（平成24年）に市内各区の地域拠点館で開設された「おきしお文庫」では各館ごとに収集テーマが設定されているが、垂水図書館のテーマは生きもの（理科）とされている。
垂水区では自動車図書館「みどり号」が区内4か所のスポット（本多聞公園、小束山3丁目公園、学ヶ丘北公園、
学園南緑地）を巡回しているが、組織上は垂水図書館ではなく中央図書館の直下に置かれている。

### 新築移転計画
神戸市では2019年（令和元年）12月に発表した人口減少対策「リノベーション・神戸」第2弾計画の一環として「図書館の充実」を掲げ、現在は区役所と併設の扱いになっている垂水図書館を垂水駅北側広場に新築移転する方針を発表した。新館の延床面積は約1,500平方メートルに拡充される予定で、2022年（令和4年）度の開館を目指している。

## アクセス
- 655-0893 兵庫県神戸市垂水区日向1-2-3 レバンテ垂水2番館1階

JR神戸線・垂水駅および、山陽電鉄本線・山陽垂水駅から北東へ徒歩4分。
レバンテ垂水2番館には図書館の他に垂水区役所、市税事務所、勤労福祉センターなどが設置されている。

## 周辺
- 神戸市立垂水小学校
- 三井アウトレットパーク マリンピア神戸
- 垂水スポーツガーデン
- 五色塚古墳